# Yi Gang
Yi Gang (chinês: 纲 纲; pinyin: Yì Gāng; Beijing; nascido em 1958) é o governador do Banco Popular da China desde 2018. Ele também é ex-diretor da Administração Estatal de Câmbio.

## Biografia
Yi Gang nasceu em Pequim. Ele estudou na Universidade de Pequim, Hamline University em Saint Paul, Minnesota e obteve seu Ph.D em Economia pela Universidade de Illinois, com uma dissertação sobre métodos estatísticos de seleção de modelos. Tornou-se professor associado com posse na Universidade de Indiana - Universidade de Purdue Indianapolis (IUPUI) e, em seguida, ingressou na faculdade da Universidade de Pequim como professor, vice-diretor do Centro de Pesquisa Econômica e orientador de doutorado em economia. Ele foi para o Banco Popular da China em 1997 e, em seguida, atuou sucessivamente como Secretário Geral Adjunto e Secretário Geral do Comitê de Política Monetária, Diretor Geral Adjunto e Diretor Geral do Departamento de Política Monetária e Governador Assistente, além de Presidente do Escritório de Operações de setembro de 2006 a outubro de 2007. Em dezembro de 2007, foi nomeado vice-governador do Banco Popular da China. Desde 2009, atuou como diretor da Administração Estatal de Câmbio (SAFE) até 12 de janeiro de 2016.
Yi publicou mais de 40 artigos em chinês e 20 trabalhos acadêmicos em inglês que apareceram em revistas de economia como o Journal of Econometrics, a China Economic Review e Comparative Economic Studies. Yi é autor de dez livros e atuou como consultor do Scandinavian Journal of Statistics, Journal of Econometrics, China Economic Review, Comparative Economic Studies, Theory Economic, Contemporary Policy Issues e o Journal of Asian Economics. Ele também atua no conselho editorial da China Economic Review e no Journal of Asian Economics.
Em outubro de 2016, Yi ajudou a representar a China nas reuniões semestrais do FMI e do Banco Mundial em Washington, DC, incluindo um painel com o governador do Banco da Inglaterra, Mark Carney. As reuniões ocorreram quando o yuan foi incluído pela primeira vez na cesta internacional de moedas do FMI, conhecida como direitos de saque especiais. Perguntas sobre os níveis de endividamento da China, produção de aço e produção habitacional foram algumas das abordadas nas reuniões.
Em março de 2018, Yi foi nomeado governador do Banco Popular da China.